# Chiesa di Santa Lucia del Fagnour
La cappella di Santa Lucia, ritenuta la più antica di Sciolze (provincia di Torino), sorge sulla collina del Fagnour.

## Storia

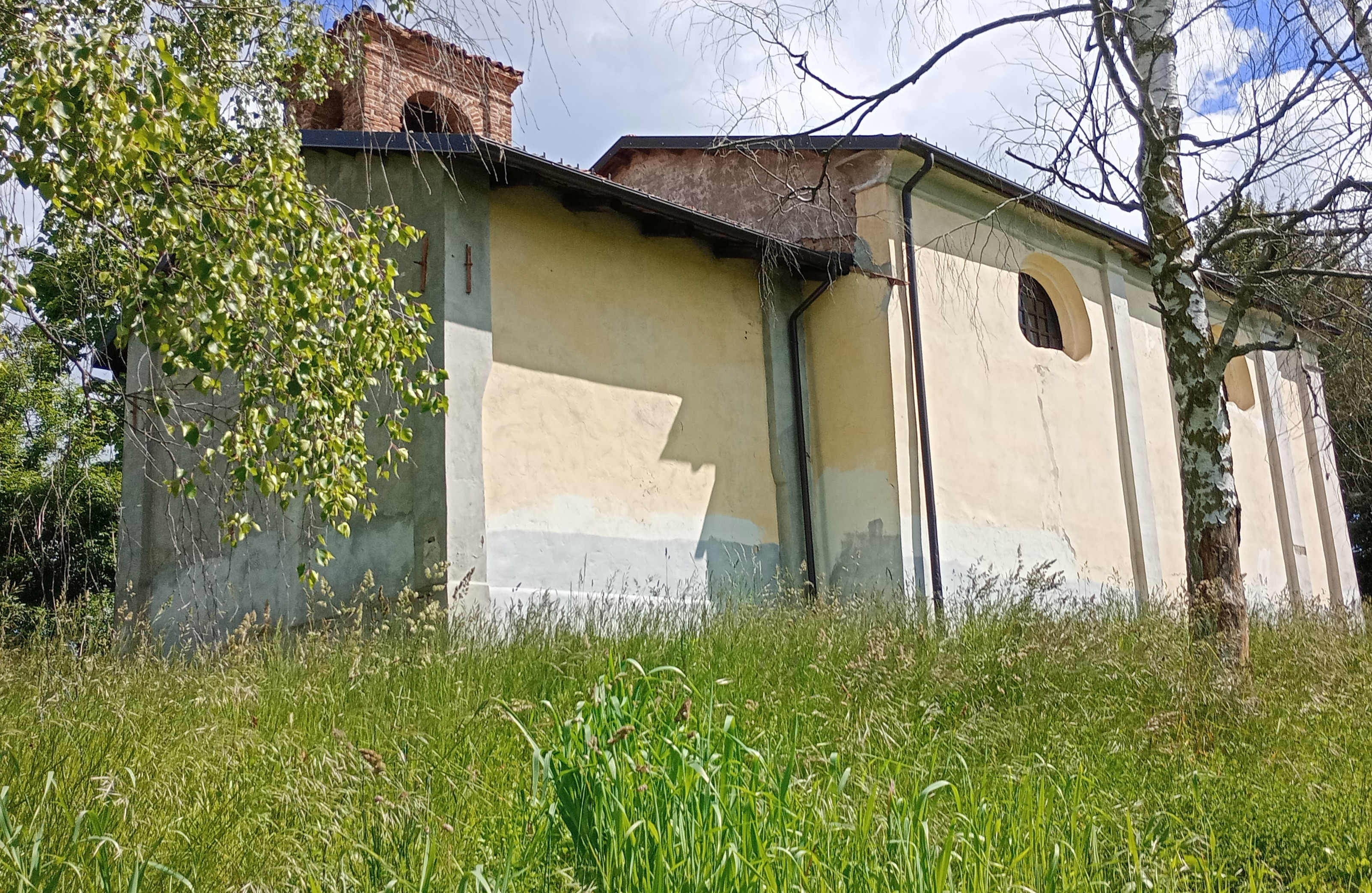
Il retro della chiesa

La cappella di Santa Lucia, anticamente conosciuta come Santa Maria, è sicuramente la prima chiesa sorta sul territorio di Sciolze, datata al XIII secolo, e fu la prima chiesa parrocchiale del paese. 
Nacque con annesso il cimitero ed il romitorio del paese, dove viveva l'eremita di Sciolze che, secondo la tradizione popolare, già attorno all'anno mille, sulla collina del Fagnour, avrebbe posto la sua residenza, e a lui viene attribuita la diffusione della fede cristiana tra la popolazione locale. 
Probabilmente il cristianesimo fu diffuso nella zona prima di questa data poiché, in quell'epoca, il territorio sciolzese apparteneva alla comunità religiosa dei benedettini dell'Abbazia di Nonantola; pertanto la popolazione locale aveva potuto avvicinarsi alla fede cristiana ben prima dell'anno mille.
Nel diploma di Alberico del 28 febbraio 1004 compare, per la prima volta, in un documento tuttora conservato, il nome di una località di Sciolze, Facnolio, che corrisponde alla collina del Fagnour, luogo in cui sorge la chiesa in esame.
Facnolio assume, nel citato documento, una considerevole rilevanza, poiché è proprio in questa località che Alberico ottiene la maggior quantità di mansi, ovvero di terre adibite al pascolo e alla coltivazione, dalle quali riceve le decime. 
I mansi, che Arduino dà in concessione sulla collina sciolzese, indicano una sensibile vivacità dell'attività rurale in questi luoghi ben prima dell'anno 1000 e pertanto ci induce a pensare che, nei pressi della collina di Fagnour, la vita contadina fosse in pieno sviluppo. È molto probabile che, secondo le abitudini dell'epoca, le povere abitazioni fossero raccolte attorno a un luogo di culto, solitamente una cappella sul punto più alto, proprio dove si trova tuttora la chiesa della Beata Vergine del Fagnour, le cui origini pertanto dovrebbero datarsi con il X secolo, e non intorno al 1200 d.C.
È ragionevole credere che alla fine del XIII secolo la chiesa, all'epoca nota come “di Santa Maria”, fosse ancora l'unica e la principale della comunità di Sciolze, in quanto, in epoca medioevale, il colle del Fagnour continuava ad essere il più antico e primitivo insediamento del paese.
Tra la fine del XIII e l'inizio del XIV secolo, tuttavia, si formò il nuovo ricetto di Sciolze attorno al castello e gli abitanti del luogo abbandonarono gli antichi insediamenti, tra cui il colle del Fagnour; pertanto la chiesa non fu più il fulcro della comunità religiosa di Sciolze, benché continuasse a rappresentare un luogo di sepoltura per l'intera comunità.
Dalla relazione della visita apostolica del Peruzzi emerge, infatti, che nel 1584 la parrocchia di Santa Maria risulta essere fuori dal territorio di Sciolze e non vi si esercita sempre, poiché risulta “campestre”, nonostante la vecchia chiesa del Fagnour continuasse a fungere da cimitero, come le molteplici cappelle sparse nella zona.
Nonostante ciò, dalla visita apostolica di Beggiamo nel 1585 (Archivio Arcivescovile di Torino) emerge che la chiesa parrocchiale, in quegli anni, torna ad essere quella di Santa Maria, poiché la chiesa del nucleo abitato, all'epoca dedicata a Santa Caterina, compare in cattivo stato di conservazione. Beggiamo, pertanto, invita, in questa lettera, la comunità di Sciolze a ricostruire la chiesa del nucleo abitato entro dieci anni ed a dedicarla a San Giovanni Battista, ma fino a quel momento Santa Maria continuò a ricoprire il ruolo di chiesa parrocchiale.
Intorno al 1700 d.C. venne costruito un cimitero a Sciolze e la chiesa del Fagnour smise di ricoprire il ruolo di chiesa del camposanto, ma è solo nel 1823 che venne costruito il nuovo, e attuale, cimitero di Sciolze all'esterno del centro abitato, anche per questioni igienico-sanitarie.
Dal Catasto Rabbini del 1864 si deduce che la chiesa fosse ancora una realtà isolata e non si trovasse in un centro abitato. Tuttora, nonostante la crescita dell'insediamento abitativo degli ultimi anni nel paese di Sciolze, la chiesa rimane, comunque, in un'area di bassa densità abitativa. Confrontando, infatti, le due mappe catastali, si nota come non ci sia stata un'edificazione massiccia del territorio. 
Dal confronto fra le due mappe, l'estratto di mappa del catasto Rabbini del 1864 con quello attuale, si nota, inoltre, come il perimetro di muratura esterna della chiesa non sia mutato nel tempo, nonostante la cappella sia stata restaurata nel corso degli anni, fino ad arrivare a noi come la vediamo oggi.
Dai documenti ritrovati nell'archivio della curia (lettere pastorali, inventario ecc.) si può dedurre che la chiesa nacque come piccola cappella intorno al 1200 d.C., ampliata in seguito con l'aggiunta del campanile.
Non sono presente documenti che possano datare con certezza l'epoca dei vari restauri.
Si può però affermare che nella seconda metà del 1900 (su ricordo dei cittadini sciolzesi) crollò il solaio al di sopra della navata. Esso venne sostituito con travi in acciaio, laterizio di alleggerimento e cannicciato di tamponamento.
Non venne però modificata l'orditura del tetto, che rimane quella originale e venne “ripassato” il manto di copertura, sostituendo i coppi in laterizio danneggiati.
Sempre in quegli anni si rifece l'intonaco esterno ed interno e la tinteggiatura delle facciate.
L'originario splendore dell'interno della cappella oggi si può solo più immaginare: i suoi antichi affreschi sono stati distrutti dall'umidità nel corso dei secoli ed i pavimenti originari sostituiti con un recente pavimento in greis, rifatto alcuni decenni fa.

## Il colle Fagnour

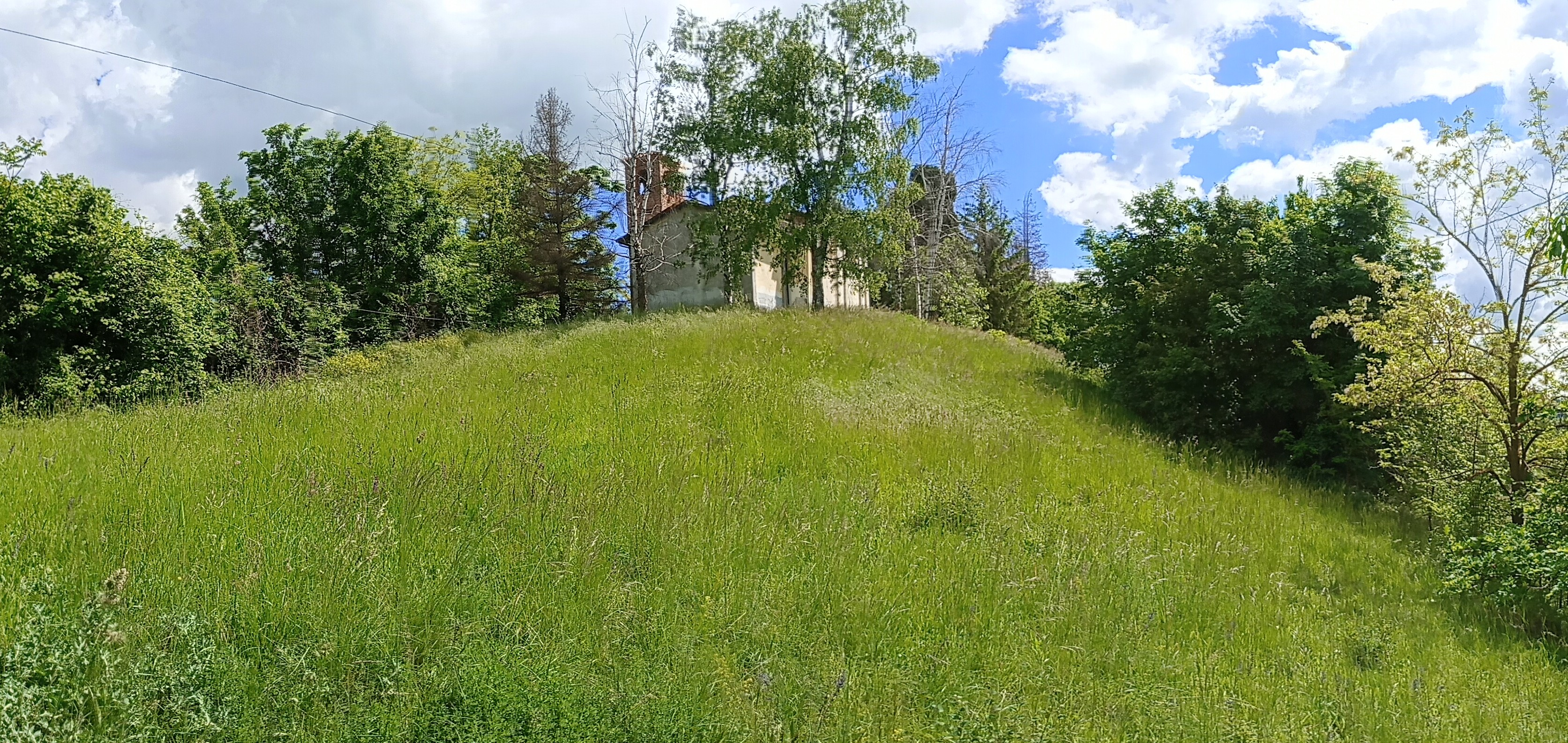
La cima della collina

La chiesa è situata sul colle del Fagnour, un luogo circondato da colline e boschi e da vecchi cascinali ristrutturati; per la morfologia del territorio risulta difficile accorgersi subito della sua presenza e soltanto dall'inizio del vialetto d'accesso, oggi chiuso da una cancellata per evitare che vi si acceda in auto o in motocicletta. Il Fagnour si trova a quasi 500 metri di altitudine e può ritenersi il migliore punto panoramico esistente sul territorio del comune di Sciolze. Di qui si possono scorgere alcune tra le più alte vette alpine: il Monte Rosa, il Cervino, il Gran Paradiso, il Rocciamelone, il Monviso e verso sud il Parco delle Alpi Liguri e  l'inizio degli Appennini.
Nel 1927 il comune di Sciolze acquistò una porzione di terreno adiacente alla cappella per la realizzazione del Viale della Rimembranza, dedicato ai caduti di Sciolze, tuttora esistente, come si nota dal confronto fra i due estratti di mappa dei catasti.
Un'altra differenza, oltre al Viale della Rimembranza, è una vecchia costruzione alle spalle della cappella: la cisterna in laterizio dell'acquedotto, realizzata nel 1943 per l'acqua potabile ed ormai dismessa. È presente anche una nuova cisterna, risalente alla fine degli anni 60 del secolo scorso, parzialmente interrata e adiacente alla chiesa, che non turba la bellezza del luogo.